# Gymnotoplax quadridens
Gymnotoplax quadridens är en snäckart. Gymnotoplax quadridens ingår i släktet Gymnotoplax och familjen Pleurobranchidae. Inga underarter finns listade i Catalogue of Life.